# Péter Jakab
Péter Jakab (Miškolc, Mađarska, 16. kolovoza 1980.), mađarski političar.

## Podrijetlo i karijera
Predsjednik mađarske stranke Jobbik i zastupnik u mađarskim parlamentima. Diplomirao je na Sveučilištu u Miškolcu 2004. godine. Od 2009. do 2010. godine bio je učitelj povijesti u Ciganskoj srednjoj školi i Srednjoj stručnoj školi Cali u Miškolcu. Uvijek je otvoreno govorio o svom židovskom podrijetlu. Njegov pradjed je umro u Auschwitzu. Njegova baka prešla je na kršćanstvo 1925. godine i odgajala 11 djece u Mezőturu. Na parlamentarnim izborima 2018. izabran je za zastupnika u Parlamentu. Od veljače do lipnja 2019. bio je zamjenik vođe zastupničke skupine Jobbik. Od lipnja 2019. godine voditelj je  zastupničke skupine Jobbik.